# Sovrani di Gaeta

Stemma del Ducato di Gaeta.

Estensione del Ducato di Gaeta intorno all'anno 1000.

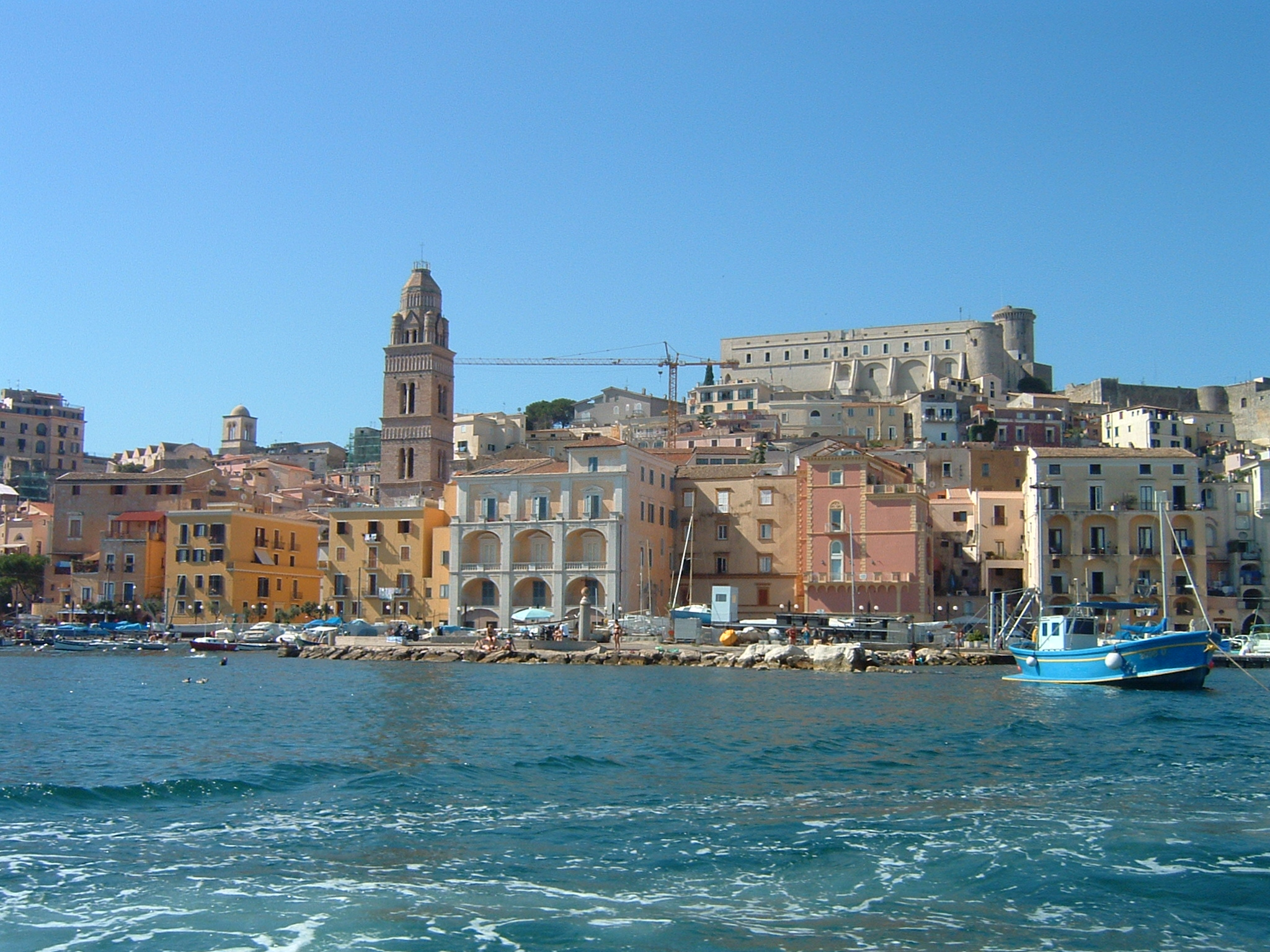
Gaeta medievale vista dal mare.

Il seguente è un elenco degli ipati, patrizi, consoli e duchi che governarono il territorio del Ducato di Gaeta. Molte date sono incerte e spesso è ambiguo l'esercizio del potere di alcune personalità.

## Governo della dinastia degli Anatolidi
- Costantino I di Gaeta (839-866)
- Marino I (co-ipato 839-866)

## Governo della dinastia dei Docibilidi
- Docibile I (867-906)
- Giovanni I (867-933/934), anche patrizio dall'877
- Docibile II (914/915-954), co-Ipato dal 906
- Giovanni II (954-962/963), duca dal 933/934, console
- Gregorio (962/963-978)
- Marino II (978-984)
- Giovanni III (984-1008/1009), duca dal 979
- Giovanni IV (1008/1009-1012), duca dal 991
- Leone II (1012), chiamato l'Usurpatore, provò a riconquistare Gaeta a Guaimaro nel 1042
- Giovanni V (1012-1032), anche console
  - Emilia, nonna, reggente (1012-1027)
  - Leone I, zio, tutore (1015-1024)

## Governo della dinastia longobarda (1032-1064)
Nel 1041 Guaimaro affidò il controllo diretto e il suo titolo di duca al conte di Aversa. Nel 1058 Gaeta fu annessa alla contea di Aversa e quindi al principato di Capua.
- Pandolfo I (1032-1038)
- Pandolfo II (1032-1038), duca
- Guaimaro (1038-1045)
  - Ranulfo (1041-1041)
  - Asclettino (1045)
- Leone II (1042), ultimo Duca della dinastia dei Docibilidi, conquistò e governò Gaeta per un breve periodo.
- Atenolfo I (1045-1062), anche conte d'Aquino
- Atenolfo II (1062-1064), anche conte d'Aquino
  - Maria, sovrana (1062-1065), figlia di Pandolfo I, moglie di Atenolfo I e Guglielmo I, e madre di Atenolfo II e Landone.

## Governo della dinastia normanna (1064-1140)
Vassalli del principato di Capua. I principi Riccardo I di Capua e suo figlio Giordano I usarono i titoli di duca e console dal 1058 il primo, dal 1062 il secondo.
- Guglielmo I (1064)
- Landone (1064-1065), anche conte di Traietto
- Dannibaldo (1066-1067)
- Goffredo (1068-1086)
- Rinaldo (dal 1086)
- Gualgano (fino al 1091)
- Landolfo (1091-1103)
- Guglielmo II Blosseville (1103-1104 o 1105)
- Riccardo II (1104 o 1105-1111)
- Andrea (1111-1112)
- Gionata (1112-1121)
- Riccardo III (1121-1140)

Nel 1140 Gaeta fu annessa al regno di Sicilia da Ruggero II.

## Impero Francese
Il titolo di duca di Gaeta venne ricreato come titolo ducale da Napoleone nel 1806 e conferito nel 1809 al ministro francese delle finanze Martin Michel Charles Gaudin, già conte Gaudin e dell'Impero, dopo la restaurazione Gaudin mantenne il titolo di duca fino alla sua morte nel 1841.

## Regno d'Italia
A metà del XIX secolo, il militare, politico e diplomatico Enrico Cialdini (1811-1892) fu nominato duca di Gaeta dal Re d'Italia in riconoscimento del suo fondamentale apporto durante l'assedio di Gaeta del 1860. Questo è un esempio di titolo della vittoria.